# Nanna Hoffman
Nanna Oscara Maria Nicolina Hoffmann, född Westin 23 maj 1843 i Södertälje, död 21 juni 1920 i Tyska S:ta Gertruds församling i Stockholm, var en svensk fabrikör. Hon var direktör för August Hoffmanns pianofabrik.
Hon var dotter till godsägaren Carl Oscar Westin (d. 1850), som ägde  Hjortsberga gods, och Thora Johanna Arvidsson. Fadern dog ruinerad, och både hon och hennes mor försörjde sig som guvernanter fram till sina giftermål. Hon gifte sig 1864 med August Hoffmann, ägare av August Hoffmanns pianofabrik. 
Hon övertog August Hoffmanns pianofabrik efter sin makes död 1884. Hennes tid som direktör var en period av stor framgång för företaget. När maken avled, gick företaget med förlust eftersom det fram till dess hade tillverkat taffelpianon, som under 1870-talet blev utkonkurrerade av en ny pianomodell; pianinon. August Hoffman gav på sin dödsbädd Nanna rådet att avveckla fabrikstillverkningen och istället sälja andra pianon. Hon lyckades dock från 1889 lägga om tillverkningen och anpassa den till den nya pianomodellen genom ett samarbete med den amerikanske pianofabrikören William Steinway. Hon var dennes agent i Sverige, och hon övertalade honom 1889 att ge henne tillstånd att imitera hans instrument för tillverkningen av Hoffmans pianon i Sverige, och fick hjälp till detta av hans filial i Hamburg. Hon gjorde därefter flera studieresor för att uppdatera sin pianotillverkning. I en intervju i Idun förklarade hon själv 1893: 
"Hvad jag arbetade för att sätta mig in i ett yrke, som nu skulle blifva mitt, hur många gånger jag bedt till Gud, att jag måtte lyckas! Och då mina arbetare, mina präktiga, skickliga arbetare stundom knotade öfver, att jag var så kinkig, svarade jag endast: »Tacka ni Gud, för att jag är noga, ty därpå beror både min och er existens!» En stor hjälp hade jag också däri, att jag var musikalisk och själf förstod om ett instrument var lyckadt eller ej."
Själv uppgav hon 1893 att hon detta år hade uppnått en hög förtjänst och en hög kvalitet på sina varor, och att detta hade höjt standarden på pianoindustrin i hela Sverige, eftersom denna var mycket låg och varit nära att dö ut. Hon anger också den höjda tullen för utländska musikinstrument som en orsak. 
Hon blev Hovleverantör 1912. Själv uppgav hon dock att hon blev det redan 1892. Hon var den första av sitt yrke som fick denna titel i Sverige. 
Hon mottog medaljen Illis quorum.